# Vickers Victoria

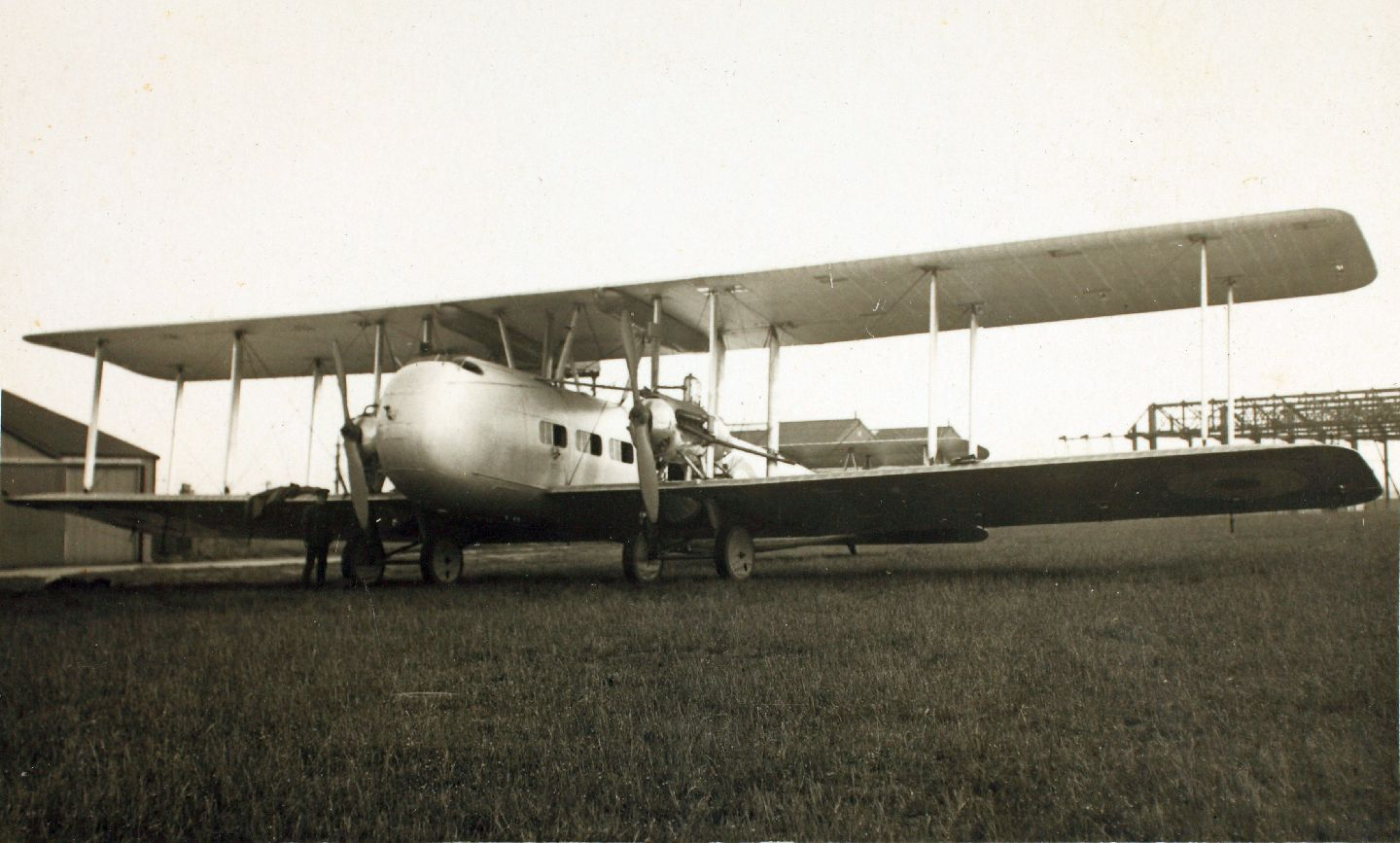
Vickers Victoria

Le Vickers Victoria est un avion de transport militaire de l'entre-deux-guerres britannique, dérivé d'un bombardier mais qui a servi exclusivement comme avion de transport non armé.

## Conception
Le bombardier Vickers Vimy donna lieu après-guerre à deux versions de transport militaire et de transport commercial. De même son successeur, le Vickers Virginia, donna naissance au Vickers Victoria, premier avion de transport militaire conçu comme tel ab initio. 
Les plans du Vickers Virginia remontaient à l'année 1922. Il en avait été construit 126 exemplaires, présentant une série de variantes. Il s'agissait d'un grand biplan bimoteur, propulsé par deux Napier Lion de 570 ch, reprenant la configuration et la structure du Vickers Vimy, dont il utilisait des éléments (voilure et moteurs). 
Parallèlement à la version de bombardement, on étudia une variante de cet appareil destinée au transport militaire. Le prototype accomplit un premier vol au mois d'octobre 1922. Tout en conservant l'allure générale du bombardier, le Victoria en différait par son vaste fuselage, de section elliptique. La structure, mixte, faisait appel au bois et au métal. Le bois et la toile constituaient le revêtement. Les moteurs du Victoria restèrent, comme ceux du Vickers Virginia, maintenus entre les deux ailes, de part et d'autre du fuselage.
Moins d'une centaine (97 précisément) d'exemplaires du Victoria furent construits en plusieurs séries (voir les variantes ci-dessous). La production de ces appareils s'arrêta en 1933. Le Victoria devait rester le « transport » classique de la Royal Air Force jusqu'au milieu des années 1930. En 1939, on trouvait encore les vieux Victoria toujours en service en Égypte.

## Operateurs
Royaume-Uni
- Royal Air Force

La RAF eut seulement deux escadrilles de Victoria :
- le Squadron 216 basé à Héliopolis (Le Caire) en Égypte ;
- le Squadron 70 basé à Hinaidi (en)[2] (Bagdad) en Irak.

## Engagements
Le Victoria et sa version dérivée, le Vickers Valentia, furent à l'origine de la création du Transport Command au sein de la Royal Air Force (RAF). À partir de 1926, la RAF organisa chaque année un « raid » d'entraînement des forces du Moyen-Orient. Ainsi, début 1931, ce fut le Squadron 216 basé à Héliopolis qui fut désigné pour effectuer un parcours Le Caire-Le Cap (Afrique du Sud), soit 18 000 kilomètres aller et retour par étapes de 400 kilomètres à 500 kilomètres. Trois Victoria décollèrent du Caire le 12 janvier 1931 pour arriver au Cap le 7 février 1931, et en repartirent le 11 février 1931 pour revenir au Caire le 13 mars 1931.

### Transport de personnel
La capacité de transport du Victoria était remarquable pour l'époque : 22 soldats tout équipés, et plusieurs centaines de kilos de bagages. L'avion n'était pourtant pas parfait : les hommes étaient transportés assis côte-à-côte sur des banquettes pliantes de sangle, perpendiculairement à l'axe de vol et le corps droit, c'est-à-dire dans les conditions les plus favorables au mal de l'air. Les paquetages individuels étaient placés sous la banquette, les sacs dans le filet, et les armes au râtelier aménagé sur la cloison arrière de cabine. Les troupes britanniques furent familiarisées à la manœuvre de monter dans l'avion et d'en descendre, paquetage et fusil en main, par de fréquents exercices.
C'est avec des Victoria que fut organisé pont aérien de Kaboul (en) qui est le premier de ce type de l'histoire. En septembre 1928, des troubles éclatent à Kaboul, capitale de l'Afghanistan. Les autorités britanniques ont en mémoire un sinistre précédent, le soulèvement de 1842, au cours duquel toute la garnison britannique de Kaboul (16 500 hommes) avait été massacrée lors de sa retraite vers les Indes. Un seul militaire britannique, le chirurgien Dr William Brydon, était parvenu à gagner Jalalabad. L'évacuation par air, plus sûre que la longue route terrestre qui franchit des cols propices aux embuscades, est donc décidée. L'opération est menée par le Squadron 70 basé en Irak alors Mandat britannique de Mésopotamie, sur la base de RAF Hinaidi (en) de Bagdad employant également des Handley Page Hinaidi. Du 23 septembre 1928 au 30 septembre 1928, elle évacue 134 femmes et enfants. En janvier, c'est le tour du roi vaincu Amanullah Khan et de sa famille et en février celui du personnel de toutes les légations. Volant sans interruption du 12 décembre 1928 au 25 février 1929, le Squadron 70 évacua de Kaboul 586 personnes, ainsi que 25 tonnes de bagages et d'archives,. 
Le 23 octobre 1931, les Victoria du Squadron 216 assurent le transport d'une compagnie (150 hommes) du King's Regiment (en) (régiment du roi) de Palestine vers Chypre, où des troubles ont éclaté à Nicosie. Ils regagnent leur base au Caire le 5 novembre 1931.
Le transport aérien démultiplie l'efficacité des troupes, permettant d'adopter un dispositif fort allégé, par exemple pour contrôler l'Irak.

### Transport de matériel
Les Victoria assurent également de plus en plus de transport au profit du fonctionnement de la Royal Air Force elle-même, se substituant ainsi au transport terrestre par camions.

### Propagande par haut-parleur
Enfin, le Victoria est capable d'emporter une arme non létale de « guerre psychologique » : un haut-parleur extrêmement puissant qui permettait à un interprète indigène d'aviser directement les populations insurgées en dialecte kurde local que leurs villages seraient bombardés. Cette innovation semble avoir été efficace, car elle fut reproduite lors de conflits ultérieurs, notamment par les Britanniques eux-mêmes en Malaisie, les Français en Indochine (1945-1954), les Américains en Corée (1950-1953).

## Variantes
- Mark III avec un léger angle de flèche aux ailes.
- Mark V : outre la structure différente de ses gouvernes, il était constitué d'une ossature de bois et de métal.
- Mark VI avec des moteurs en étoile Bristol Pegasus qui seront également montés sur le Vickers Valentia.